# Паскаль Мільєн
Паскаль Мільєн (фр. Pascal Millien; нар. 5 березня 1986, Леогне) — гаїтянський футболіст, нападник.
Виступав, зокрема, за клуби «Аякс Орландо» та «Чикаго Файр», а також національну збірну Гаїті.

## Клубна кар'єра
У дорослому футболі дебютував 2005 року виступами за команду американської університетської ліги «Аякс Орландо», в якій того року взяв участь в 11 матчах чемпіонату. Згодом з 2006 по 2008 продовжив виступи за в інших університетських клубах «Ліндсей Вілсон Блю Рейдерс», «Брадентон Академікс» та «Атланта Сільвербакс U23».
У 2009 дебютував у складі клубу MLS «Чикаго Файр» за який відіграв 10 матчів.
З 2010 по 2011 захищав кольори команди клубу «Тампа-Бей Роудіс».
З 2012 по 2013 захищав кольори ірландської команди «Слайго Роверз».  
У 2013 році перебрався до Азії, де виступав спочатку в складі бангладеського клубу «Шейх Руссель», а згодом у таїландському «Самут Сонграм». 
Кінець сезону 2014 року провів у італійському клубі «Андрія» в якому він так і не закріпився та повернувся до США, де приєднався до клубу «Джексонвілль Армада» в 2015 році. Відтоді встиг відіграти за клуб 37 матчів в національному чемпіонаті.
Впродовж сезону 2016–17 років Мільєн захищав кольори клубу «Форт-Лодердейл Страйкерз».
11 березня 2017 року Паскаль перейшов до ірландської команди «Фінн Гарпс».
Після сезону в таїландському «Районзі» нападник повернувся до США, де виступав за «Тропікс».

## Виступи за збірну
2006 року дебютував в офіційних матчах у складі національної збірної Гаїті. Наразі провів у формі головної команди країни 31 матч, забивши 1 гол.
У складі збірної був учасником розіграшу Золотого кубка КОНКАКАФ 2013 року в США, розіграшу Золотого кубка КОНКАКАФ 2015 року в США і Канаді, розіграшу Кубка Америки 2016 року в США.

## Титули і досягнення

### Клубні
- «Слайго Роверз»

Чемпіон Ірландії (1): 2012
Володар Кубка Ірландії (1): 2013